# Sunny (1941)
Sunny ist ein US-amerikanischer Musikfilm von 1941 unter der Regie von Herbert Wilcox. Anna Neagle verliebt sich in ihrer Rolle als Kunstreiterin Sunny in Larry Warren (John Carroll), den Sohn einer wohlhabenden, in New Orleans hochangesehenen Familie, was vor allem dessen Schwester Elizabeth ein Dorn im Auge ist.
Das Drehbuch beruht auf dem musikalischen Bühnenspiel Sunny, Buch und Text von Otto Harbach und Oscar Hammerstein II, Musik von Jerome Kern, erschienen am 22. September 1925 in New York.

## Handlung
Während der Festlichkeiten des Mardi Gras macht Larry Warren, Spross einer wohlhabenden Familie in New Orleans, die Bekanntschaft der Kunstreiterin und Tänzerin Sunny O’Sullivan. Die Königin der Herzen, die im festlichen Getümmel mit ihrem Gefolge unterwegs ist, gebietet beiden, sich zu umarmen und zu küssen. Als Sunny nach dieser Umarmung im Dunkel der Nacht verschwindet, betritt Larry gedankenverloren einen Zirkus, der sich an dem Platz befindet, wo er auf Sunny getroffen ist, im Geiste noch immer bei der jungen Frau, die ihn verzaubert hat. Im Zirkus trifft er überraschend auf seine Schwester Elizabeth, den Familienanwalt Henry Bates und Juliet Runnymeade, eine Zirkusdebütantin, mit denen ein Zirkusakteur allerhand Unfug treibt. Zu seiner großen Überraschung und Freude sieht er dann aber auch Sunny, die auf der Bühne mit einem Partner tanzt, und kann ihr gar nicht schnell genug einen Strauß Blumen schicken lassen. Nach der Show versucht er Kontakt mit Sunny aufzunehmen, um sich mit ihr zu verabreden. Durch ein Missverständnis kommt es jedoch anders und statt mit Larry, ist Sunny mit ihrem alten Freund und Bühnenpartner Bunny Billings unterwegs.
Zufällig treffen Sunny und Larry sich in dem Restaurant wieder, in dem Sunny mit Bunny und einem weiteren Freund ist. Larry lotst die junge Frau von ihren Freunden weg, und zusammen begibt man sich auf eine Tour durch die Stadt. Als die Nacht endet, sind beide rettungslos verliebt und Larry macht Sunny einen Antrag.
Nachdem Sunny Abschied von ihren Freunden beim Zirkus genommen hat, will Larry sie auf dem angestammten Familiensitz Waverly Hall seiner als sehr barsch verschrienen Tante Barbara als auch dem Rest seiner Familie vorstellen. Auf dem am Abend stattfindenden Empfang wird Sunny sowohl von Larrys Schwester Elizabeth als auch seiner Tante Barbara derart brüskiert, dass sie den Empfang verfrüht und tief verletzt verlassen will, dabei Tante Barbara begegnet und sich mit der nur nach außen hin harten Frau aussprechen kann.
Am Tag der Hochzeit ist alles was Rang und Namen hat in Waverly Hall versammelt. Dann jedoch treffen Bunny und die Zirkusleute ein, die Sunny überraschen wollen. Elizabeth sieht darin eine gute Gelegenheit, Sunny erneut zu demütigen, und die Zirkustruppe zu bitten, vor der Trauungszeremonie noch zu zeigen, was sie können. Als diese, ermutigt von Juliet und ihrem Partner Egghead, zu entertainen anfangen, verweist Larry die Zirkustruppe des Hauses. Sunny ist ob eines solchen Verhaltens ihres zukünftigen Mannes so fassungslos, dass sie sich ihren Gästen anschließt und zusammen mit ihnen das Anwesen verlässt.
Am Premierenabend der neuen Zirkusshow mit Sunny im Mittelpunkt ist die Vorstellung restlos ausverkauft. Als Sunny die Bühne betritt, muss sie feststellen, dass Larry, der alle Karten aufgekauft hat, der einzige Gast ist. Wütend und enttäuscht stürmt sie von der Bühne und verriegelt sich in ihrem Wohnwagen. Larry schafft diesen daraufhin auf einen Anhänger seines Autos und schleppt Wohnwagen und Sunny zu einem wartenden Riverboat. Sunny stiehlt sich nach einiger Zeit an Deck. Als Larry sie nicht im Wohnwagen findet, stattdessen aber ihren Pelz und einen Schuh an der Reling, glaubt er, sie sei über Bord gesprungen und springt ins tosende Wasser, um sie zu retten. Sunny hat große Angst um ihn, erkennt aber auch, wie sehr er sie liebt. Kaum ist Larry geborgen, fallen sich beide in die Arme.

## Produktion, Hintergrund, Soundtrack
Die Dreharbeiten erstreckten sich über den Zeitraum 17. Januar bis Anfang April 1941.
Im Prolog zum Film wird darauf verwiesen, dass Karnevalskönig Rex, der König des Schabernacks für eine Woche über den Mardi Gras in New Orleans herrsche. Laut Hollywood Reporter erwarb Herbert Willcox die Rechte an Sunny von Warner Bros., um Anna Neagle in der Rolle zu besetzen. Es war bereits die dritte Zusammenarbeit in einer Musikkomödie zwischen RKO, Neagle und Wilcox nach Irene und No, No Nanette, beide 1940. Anna Neagle war von 1943 bis zu dessen Tod 1977 mit Herbert Wilcox verheiratet.
Die australische Schauspielerin May Robson bekam zwar eine Zusage für die Rolle der Tante Barbara, wurde jedoch nicht besetzt. Der Kameramann J. Roy Hunt drehte die Hintergrundaufnahmen des in New Orleans stattfindenden Mardi Gras. Die Vaudeville-Künstlerin Muggins Davies trat das erste Mal nach fünfzehn Jahren Zurückgezogenheit wieder in einem Film auf. John Carroll wurde von MGM für die Rolle des Larry Warren ausgeliehen. Ein Artikel in der New York Times wies darauf hin, dass Ernestine Clarke, die die Reitszenen für Anna Neagle im Film doubelte, eine berühmte Kunstreiterin und Zirkusartistin aus dem Zirkus Ringling Bros. sei.
Bereits 1930 wurde das Bühnenstück Sunny angepasst und von Warner Bros. unter der Regie von William A. Seiter mit Marilyn Miller in der Hauptrolle verfilmt, die die Rolle auch am Broadway spielte. Laut einer Nachricht in der Los Angeles Times war für das Jahr 1952 von Warner Bros. eine erneute, aktualisierte Verfilmung mit Doris Day in der Hauptrolle geplant, was sich aber zerschlug.
Soundtrack
- D’ye Love Me? Musik: Jerome Kern, Lyrik: Otto Harbach und Oscar Hammerstein II
  - gesungen von Anna Neagle and John Carroll
- Believe Me If All Those Endearing Young Charms, traditionelle Musik, Lyrik: Thomas Moore (1908)
- Jack Tar and Sam Gob
  - gesungen und getanzt von Anna Neagle und Ray Bolger
- The Lady Must Be Kissed
  - gesungen von Martha Tilton und Chor
- Ringmaster
  - getanzt von Ray Bolger
- Sunny, Musik: Jerome Kern, Lyrik: Otto Harbach und Oscar Hammerstein II
  - vorgetragen von Anna Neagle
- Two Little Love Birds, Musik: Jerome Kern, Lyrik: Otto Harbach und Oscar Hammerstein II
  - getanzt von Grace und Paul Hartman
- Boléro, Orchesterstück von Maurice Ravel
  - getanzt unter dem Namen „The Mohache“ von Grace und Paul Hartman
- Who? Musik: Jerome Kern, Lyrik: Otto Harbach und Oscar Hammerstein II
  - vorgetragen von Ray Bolger und gesungen von Anna Neagle und John Carroll

## Kinostart
- USA: 30. Mai 1941
- Mexiko: 11. Juli 1941
- Portugal: 20. Oktober 1941 unter dem Titel Sunny, a Rainha do Circo
- Schweden: 16. März 1942 unter dem Titel Cirkusprinsessan
- Finnland: 28. Dezember 1945 unter dem Titel Sirkusprinsessa
- Belgien: 8. Februar 1946 in Brüssel – französischer Titel Mardi Gras
- Frankreich: 4. August 1948 unter dem Titel Mardi Gras
- Brasilien unter dem Titel Sunny
- Griechenland unter dem Titel To koritsi tou tsirkou

## Kritik
Das Branchenblatt der Unterhaltungsindustrie Variety befand, dass die dritte aufeinanderfolgende Verfilmung einer Musical-Komödie durch Herbert Wilcox und sein Team mit Anna Neagle typisch für ein Operetten-Cinderella-Märchen sei. Besonders wurden die tänzerischen Fähigkeiten von Ray Bolger gewürdigt. Anna Neagle wurde eine Standardleistung bescheinigt, wichtiger hingegen sei die ausgezeichnete Leistung von John Carroll, der sich fröhlich tummele als junger Millionär.
Auch Bosley Crowther von der New York Times stellte auf die schon dritte Verfilmung alter amerikanischer Musikkomödien ab und war der Ansicht, dass Wilcox die alten amerikanischen Musikkomödien wohl wiederbeleben wolle. Vor einem Jahr sei es Irene gewesen, die der Ire aus der Mottenkiste geholt habe, davor sei es No, No Nanette gewesen, und jetzt eine charmante Erinnerung an die verstorbene Marilyn Miller, auch wenn Sunny erhebliche Veränderungen erfahren habe. Mr. Wilox und Miss Neagle hätten wenig Respekt für die Originalgeschichte bewiesen, alles, was sie interessiere, sei die Musik und natürlich die Titel. Und so habe man Sunny in ein Routine-Konzept gezwängt und erzähle eine Geschichte, die nicht eine einzige Überraschung biete. Allerdings seien da auch diese herrlichen Melodien von Jerome Kern wie Sunny, Do You Love Me? und das unvergessliche Who, die mit viel Zuneigung und abwechslungsreich dargeboten würden. Crowther schließt mit dem Bonmot: „Sunny ist so glänzend wie ein neuer Penny aber auch so flach.“

## Auszeichnung
Oscarnominierung 1942 für Anthony Collins in der Kategorie „Beste Filmmusik“ (Musikfilm). Der Oscar ging jedoch an Frank Churchill und Oliver Wallace und den Zeichentrickfilm Dumbo.